# Haus Laake
Haus Laake (auch: Haus Lake) war ein Sitz der Familie von Hövel im heutigen Hammer Stadtbezirk Hamm-Bockum-Hövel (Stadtteil Bockum). 1980 wurde das Anwesen abgebrochen und mit einer Mülldeponie überbaut.

## Lage
Noch um das Jahr 1190 gehörte die Gegend um das adelige Haus Laake zum Grafschaftsbesitz Hövel. Zu dieser Zeit war Arnold von Altena der amtierende Graf von Hövel und Nienbrügge.
Es wird vermutet, dass sich das Haus Laake etwa 750 Meter auf der südwestlich von der Nienbrügger Burganlage befand, und zwar gegenüber der verschwundenen, auf der südlichen Seite der Lippe gelegenen Torksburg, dem Haus Nordherringen. Dieser Platz drängt sich als Standort auf, denn der Geometer Arthur Schauerte fand hier um 1925 verkohle Holzreste und ein vollständig erhaltenes Skelett mit Schwert und Steigbügel. Dieses befindet sich inzwischen im Museum in Berlin. Haus Laake lag damit im Lippetal, etwa 1/2 km südwestlich von Schacht IV der Zeche Radbod entfernt in der Nähe des Wittekindsblockes.
Nach einer alten Flurzeichnung, die Ortsheimatpfleger Willi E. Schroeder in seinen Besitz bringen konnte und die sich aktuell vermutlich in den Händen des derzeit amtierenden Ortsheimatpflegers befindet, lag Haus Laake auf einer Insel, die von dem Bach Laake umflossen wurde – ein Zubringerbach zur Lippe, der heute nicht mehr existiert, damals aber die Gräfte des Hauses speiste. Vielleicht bezieht sich Lake auch auf das südlich des Hauses gelegene Altwasser der Lippe (Wasserlache). Joseph Kumann, von 1797 bis 1836 der St. Stephanusgemeinde in Bockum, schrieb laut einer Nachricht aus dem Jahre 1886, „dass bei stark austretender Lippe das Haus wie eine Insel im Wasser lag, so dass die Leute dasselbe nur vermittelst eines Kahnes verlassen“ konnten.
Zu dem Lehnsbesitz des Hauses Laake gehörten noch die Bauerngüter Kondermann in Ahlen und Schäpers zu Nordick (Nordiek) sowie der Gerwenskotten auf dem Düvelsbecke im Kirchspiel Ascheberg-Herbern.

## Geschichte
Haus Laake muss weit älter sein, als gemeinhin angenommen wird, denn es wurde von den Rittern de Hüvele bewohnt (nicht zu verwechseln mit den Grafen de Huvili). Das Geschlecht de Hüvele hatte seinen Ursprung in den de Hüvele, die um 1145 mit der Burg Hövel belehnt worden sind. Das genaue Gründungsdatum ist aber nicht zu ermitteln.
Um etwa 1420 soll ein Gödeke v. Hövel aus dem Geschlecht des Goswin de Hüvele zu Haus Geinegge mit dem Haus Laake belehnt worden sein. Er nannte sich daraufhin Lakemann oder tor Lake; der Beiname ist ab 1440 nachgewiesen. Sein Sohn hörte auf den Namen Hermann. 
Im Laufe des 15. Jahrhunderts scheint die Familie von Hövel zu Laake in wirtschaftliche Schwierigkeiten geraten zu sein, wie dies das Schicksal so mancher Ritterfamilie in dieser Zeit war, denn sie verkaufte Stück für Stück ihrer Bauernhöfe und Ländereien. Im Kirchbuch zu Herbern ist um das Jahr 1458 erwähnt, dass Hermann de Hüvele zu Laake und seine Ehefrau Greite an Hinrich Poek die Schäpers Hove in Nordiek verpfändet. In der Zwischenzeit muss also die Familie de Hüvele to Laake das Eigentumsrecht an dem Haus Laake und den oben genannten Gütern erworben haben – im Jahr 1474 verkauft Hermann de Hüvele to Laake die in Herbern genannten Güter an Gert von der Reck zu Heessen.
1460 ist urkundlich vermerkt, dass Hermann de Hüvele to Laake Wiesen in der Grafenmersch an den Herrn zu Ascheberg verkaufte. Im Jahre 1490 ist weiter im Kirchbuch von Hövel vermerkt, dass Dyrik de Hüvele to Laake und seine Ehefrau Anne auf den Wiederverkauf einer Wiese, die die Eltern an den Kirchrat in Hövel verkauft haben, verzichten. Als Zeugen haben unterzeichnet: Dirk von Hüvele zu Geinegge, Schulte Johann Schwederings und Schulte Hinrich to Weylinks.
Nachdem knapp zwei Generationen der Familie de Hüvele to Laake auf Haus Laake gewohnt haben, muss es mit der Familie bergab gegangen sein. Wirtschaftliche Schwierigkeiten waren das Schicksal so mancher Ritterfamilie dieser Zeit. Die Söhne von Dyrik de Hüvele to Laake, Hermann und Gert de Hüvele, mussten Land von Haus Laake an Johann von Deipenbrock aus Werne verkaufen; Stück für Stück gingen so ihre Ländereien verloren. Bereits 1503 mussten diese Söhne auch Haus Laake verlassen, und Rötger von Deipenbrock (auch: Diepenbrock) zog auf dem Anwesen ein. Die von Deipenbrock trugen als Wappen zwei gekreuzte Schwerter im roten Felde. Im Jahre 1522/23 erwarb Rötger von Deipenbrock von dem Grafen von Limburg das große Rittergut Schloss Westerwinkel als Lehnsgut, welches im Jahre 1190 schon Graf Arnold von Altena als Eigentum besessen hatte. Haus Laake wurde in dieser Zeit nur noch als Ackergut benutzt.
Mit der Zeit war der Adel so versippt, dass das Ackergut Haus Laake 1561 in die Hände des Schwiegersohns des Rötger von Deipenbrock, Burchard von Westerholt zu Alst, gelangte (Westerwinkel ging zeitgleich an Hermann von Merveldt). Dessen Enkelin Sophie heiratete dann in die Linie des Bernhard Hackfurt von Westerholt zu Lembeck ein und brachte als Erbin von Alst und Laake das Anwesen mit in die Ehe. Bernhard Hackfurt von Westerholt begründete mit dem Erwerb von Lembeck 1631 die jüngere Linie von Westerholt zu Lembeck, die 1702 mit Dietrich Adolf im Mannesstamm erlosch. Fünf seiner sechs Töchter erhielten daraufhin das Gesamterbe. Bernhardine Alexandrine von Westholt hingegen ließ sich von dem Gesamterbe abfinden. Sie heiratete Ferdinand Graf von Plettenberg zu Nordkirchen. Dieser kaufte das Ackergut Haus Laake 1734 für 15.000 Taler aus der Erbmasse.
Um das Jahr 1833 gelangte Haus Laake durch Einheirat des österreichischen Grafen von Esterhazy Galantha in dessen Besitz. Den gesamten Besitz von Nordkirchen, wozu Haus Laake gehörte, erwarb um die Jahrhundertwende der Herzog von Arenberg. Von diesem wiederum kaufte nach Inbetriebnahme der Zeche Radbod die Trierer Bergwerksgesellschaft, deren Nachfolgegesellschaft die RAG Aktiengesellschaft ist, das Haus Laake. Diese wiederum verkaufte es an die Stadt Hamm, die die Reste des Anwesens, das bis dahin als Bauerngehöft genutzt wurde, abbrechen und mit einer Mülldeponie überbauen ließ.
Das seit den zwanziger Jahren des 16. Jahrhunderts verpachtete Gut zählte zu den landtagsfähigen Rittersitzen des vormaligen Stifts Münster.

## Erhaltungszustand
Von Haus Laake ist nichts mehr erhalten. Es wurde abgebrochen und mit der Städtischen Mülldeponie an der Straße Am Lausbach überbaut.